# Dumitru Rusu
Dumitru Rusu (n. 6 noiembrie 1938, Ilișești, Suceava) este pictor, membru al Uniunii Artiștilor Plastici din România.

## Studii
- Liceul de Artă "Octav Băncilă" Iași 1959 - Prof. Mihai Cămăruț și Petre Hîrtopeanu
- Institutul de Arte Plastice "Ion Andreescu" Cluj Napoca 1965 - Specialitatea Pictură - Prof. Alexandru Mohi

## Expoziții personale
- 1970 Casa de Cultura a Sindicatelor Suceava - Pictura-Grafica
- 1982 Galeriile de Arta Suceava - Pictura
- 1983 Fabrica de tricotaje "Zimbrul" Suceava - Grafica
- 1983 I.U.P.S. Suceava - Grafica
- 1984 Spitalul Judetean Suceava - Grafica
- 1984 Ilisesti - Grafica
- 1985 C.P.L. Suceava - Grafica
- 1985 Putna - Grafica
- 1986 Galeriile de Artă Suceava - Pictura
- 1986 Galeriile de Artă Iași - Pictura
- 1987 Centrul Teritorial de Calcul Suceava - Pictura
- 1988 Teatrul Municipal Suceava - Grafica
- 1988 Fabrica de Tricotaje Suceava - Grafica
- 1988 Galeriile de Artă Suceava - Pictura
- 1989 Spitalul Județean Suceava - Pictura
- 1993 Spitalul Județean Suceava - Pictura
- 1996 Spitalul Județean Suceava - Pictura
- 1996 Câmpulung Moldovenesc - Pictura-Grafica
- 1996 Banca Agricolă Rădăuți - Pictura si Metaloplastie
- 1999 ASIRAG Suceava - Pictura si Metaloplastie
- 2000 B.C.R. Suceava - Pictura si Metaloplastie
- 2001 Muzeul de Istorie Siret - Pictura-Grafică-Metaloplastie
- 2003 Galeriile de Artă "Ion Irimescu" Suceava - Pictura
- 2006 - Theater Gallery, UW Memorial Union - Madison WI S.U.A.

## Expoziții de grup
- Din 1969 pâna în prezent participă la toate expozițiile anuale organizate de U.A.P. Suceava
- Participă la expoziții de grup organizate de filiala U.A.P în Iași, Botoșani, Bacău.
- Participă la toate edițiile "Voronețiana"

## Expoziții de grup în străinătate
- 1976 - 88 Cernăuți - Ucraina
- 1991 - Franța
- 1998 - Lake County Public Library - Marriville, Indiana S.U.A.
- 1998 - Sulzer Public Library - Chicago S.U.A.
- 1998 - Public Library - Indiana S.U.A.
- 1999 - Ambasada României - Washington D.C. S.U.A.

## Premii și distincții
- Voronețiana 1980 - Premiul Opiniei Publice
- Voronețiana 1981 - Premiul II
- Voronețiana 1989 - Premiul III
- Anuala 1993 - Premiul I
- Premiul Fundației Transilvania 1995
- Premiul Fundației Bucovina 2000